# Stahnkeus harbisoni
Espèce
Synonymes
- Vaejovis harbisoni Williams, 1970
- Serradigitus harbisoni (Williams, 1970)

Stahnkeus harbisoni est une espèce de scorpions de la famille des Vaejovidae.

## Distribution
Cette espèce est endémique de Basse-Californie au Mexique. Elle se rencontre de Calamajue Arroyo à Bahía de los Ángeles et sur l'Île Ángel de la Guarda.

## Description
Le mâle holotype mesure 43,0 mm et la femelle paratype 50,5 mm.

## Systématique et taxinomie
Cette espèce a été décrite sous le protonyme Vaejovis harbisoni par Williams en 1970. Elle est placée dans le genre Serradigitus par Stahnke en 1974 puis dans le genre Stahnkeus par Soleglad et Fet en 2006.

## Étymologie
Cette espèce est nommée en l'honneur de Charles F. Harbison.

## Publication originale
- Williams, 1970 : « Scorpion fauna of Baja California, Mexico: Eleven new species of Vejovis (Scorpionida: Vejovidae). » Proceedings of the California Academy of Sciences, sér. 4, vol. 37, p. 275-331 (texte intégral).